# 香川県道・徳島県道4号丸亀三好線
香川県道・徳島県道4号丸亀三好線（かがわけんどう・とくしまけんどう4ごう まるがめみよしせん）は、香川県丸亀市から徳島県三好郡東みよし町(旧・三好町)に至る県道（主要地方道）である。

## 概要
丸亀市から琴平町の間はほぼかつての金毘羅街道（丸亀街道）と同じ経路を辿る。香川県内の讃岐平野部では琴平町のほとんどの区間が狭く最高速度が30km/hの区間が続くほかは2車線の道が確保されており、下記4市町を結ぶ生活道路となっている。一方、まんのう町塩入の野口ダムを過ぎてからの両県県境の東山峠区間は狭隘で線形が悪い道路が続く。特に徳島県側は県境を越え少し下って集落が散見するようになるまではすれ違いが困難な1車線の狭路が続く。そこからは終点近くの東みよし町三好庁舎付近（徳島県道12号鳴門池田線の旧道を指定しなおした区間）を除けば、おおむね1.5車線から2車線の道が確保されている。

### 路線データ
- 本線（Google マップ）
  - 起点：香川県丸亀市柞原町（柞原交差点・国道11号交点）
  - 終点：徳島県三好郡東みよし町昼間（昼間小学校前・県道12号鳴門池田線交点）
- 総距離：44.38 km、うち徳島県16.983 km（平成29年徳島県道路現況調書、他に新道0.484 km）

## 歴史
- 1953年6月9日：徳島県道・香川県道昼間丸亀線として認定。[要出典]
- 1959年1月31日：徳島県道の再編により香川県道・徳島県道丸亀三好線として再認定。[要出典]
- 1972年3月10日：香川県道・徳島県道109号丸亀三好線として認定。[要出典]
- 1982年12月14日：主要地方道に昇格し、香川県道・徳島県道4号丸亀三好線として認定。[要出典]
- 1993年（平成5年）5月11日 - 建設省から、県道丸亀三好線が丸亀三好線として主要地方道に指定される[1]。

## 路線状況

### 重複区間
- 香川県道190号炭所東琴平線（香川県仲多度郡琴平町五條 地内）

### 別名
- 丸亀街道（丸亀市から琴平町）

## 地理

### 通過する自治体
- 香川県
  - 丸亀市
  - 善通寺市
  - 仲多度郡
    - 琴平町
    - まんのう町
- 徳島県
  - 三好郡
    - 東みよし町

### 交差する道路
- 国道11号（国道319号重複）・香川県道204号丸亀停車場線（香川県丸亀市・柞原交差点、起点）
- 香川県道18号善通寺府中線（香川県丸亀市郡家町・郡家町交差点）
- 香川県道22号善通寺綾歌線（香川県善通寺市与北町・与北町交差点）
- 香川県道199号炭所西善通寺線・香川県道200号まんのう善通寺線（香川県善通寺市与北町）
- 香川県道47号岡田善通寺線（香川県仲多度郡琴平町上櫛梨）
- 香川県道282号高松琴平線（香川県仲多度郡琴平町榎井・旗岡交差点）
- 香川県道190号炭所東琴平線（香川県仲多度郡琴平町五條）
- 香川県道190号炭所東琴平線（香川県仲多度郡琴平町五條）
- 国道32号（国道377号重複）（香川県仲多度郡まんのう町四條）
本路線と近接する金倉川とJR土讃線を跨ぐ関係上、本路線とは立体交差していて直接の行き来はできず、県道190号経由で接続する。
- 香川県道197号財田まんのう線（香川県仲多度郡まんのう町七箇）
- 香川県道201号塩入停車場線（香川県まんのう町七箇・福良見交差点）
- 香川県道202号春日讃岐財田停車場線（香川県仲多度郡まんのう町七箇・春日交差点）
- 徳島県道12号鳴門池田線（徳島県三好郡東みよし町）

### 沿線にある施設など
- 榎井駅
- 塩入駅
- 塩入温泉
- 野口ダム
- 阿讃サーキット

## ギャラリー

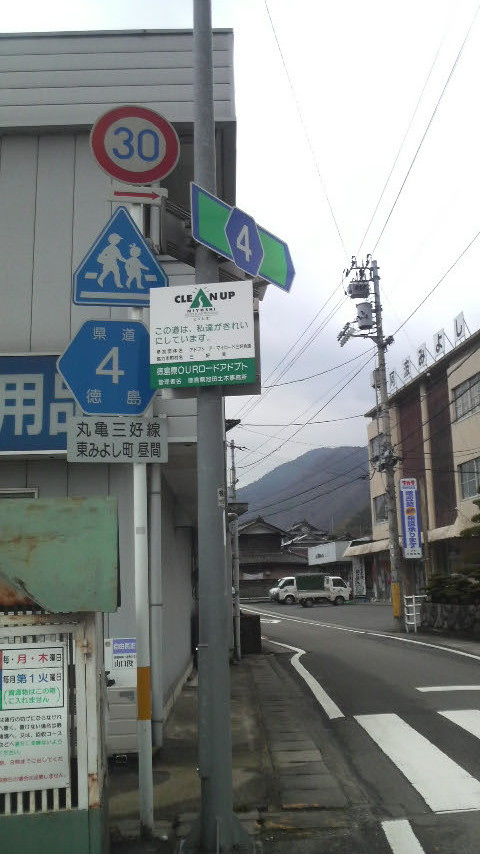
県道標識（徳島県側） （徳島県三好郡東みよし町昼間）